# Laurie McBain
Pour les articles homonymes, voir McBain.
Laurie McBain (née le 15 octobre 1949) est un écrivain américain de sept romances historiques, rédigés de 1975 à 1985,. Elle est l'une des six Avon Ladies.

## Biographie
Laurie McBain naît le 15 octobre 1949. Dès son plus jeune âge, elle s'intéresse à l'art et l'Histoire et son père l'aide et l'encourage à écrire sa première romance historique. Ses romans L'empreinte du désir et Lune trouble se vendent chacun à un million d'exemplaires,. À la mort de son père en 1985, elle décide d'arrêter sa carrière, en laissant seulement sept romans publiés.

## Œuvres
- L'empreinte du désir, France Loisirs, 1982 ((en) Devil's Desire, 1975)
- Les larmes d'or, France Loisirs, 1983 ((en) Tears Of Gold, 1979)
- Des étoiles dans la mer, Presses de la Cité, 1984 ((en) Wild Bells To The Wild Sky, 1983)
- Splendeur et décadence, France Loisirs, 1988 ((en) When The Splendor Falls, 1985)

### Série Rhéa et Dante
1. Lune trouble, France Loisirs, 1981 ((en) Moonstruck Madness, 1977)
2. Le dragon des mers, France Loisirs, 1983 ((en) Chance The Winds Of Fortune, 1980)
3. Les contrebandiers de l'ombre, France Loisirs, 1983 ((en) Dark Before The Rising Sun, 1982)